# Tayabas (Quezon)
Tayabas is een stad in de Filipijnse provincie Quezon op het eiland Luzon. Bij de laatste census in 2010 telde de stad ruim 91 duizend inwoners.

## Geschiedenis
Op 18 maart 2007 werd de wet aangenomen die de gemeente Tayabas in een stad omvormde. Op 14 juni 2007 werd dit middels een volksraadpleging bekrachtigd. Deze omvorming tot stad werd twee jaar later, door een beslissing van het Filipijns hooggerechtshof op 21 mei 2009, als ongrondwettelijk bestempeld en weer ongedaan gemaakt. Eind 2009 kwam het hooggerechtshof echter weer terug op deze beslissing naar aanleiding van het ingediende bewaarschrift.

## Geografie

### Bestuurlijke indeling
Tayabas is onderverdeeld in de volgende 66 barangays:
| - Alitao - Alsam Ibaba - Alsam Ilaya - Alupay - Angeles Zone I - Angeles Zone II - Angeles Zone III - Angeles Zone IV - Angustias Zone I - Angustias Zone II - Angustias Zone III - Angustias Zone IV - Anos - Ayaas - Baguio - Banilad - Bukal Ibaba | - Bukal Ilaya - Calantas - Calumpang - Camaysa - Dapdap - Domoit Kanluran - Domoit Silangan - Gibanga - Ibas - Ilasan Ibaba - Ilasan Ilaya - Ipilan - Isabang - Katigan Kanluran - Katigan Silangan - Lakawan - Lalo - Lawigue | - Lita - Malaoa - Masin - Mate - Mateuna - Mayowe - Nangka Ibaba - Nangka Ilaya - Opias - Palale Ibaba - Palale Ilaya - Palale Kanluran - Palale Silangan - Pandakaki - Pook - Potol - San Diego Zone I | - San Diego Zone II - San Diego Zone III - San Diego Zone IV - San Isidro Zone I - San Isidro Zone II - San Isidro Zone III - San Isidro Zone IV - San Roque Zone I - San Roque Zone II - Talolong - Tamlong - Tongko - Valencia - Wakas |

## Demografie
Tayabas had bij de census van 2010 een inwoneraantal van 91.428 mensen. Dit waren 4.176 mensen (4,8%) meer dan bij de vorige census van 2007. Ten opzichte van de census van 2000 was het aantal inwoners gegroeid met 20.443 mensen (28,8%). De gemiddelde jaarlijkse groei in die periode kwam daarmee uit op 2,56%, hetgeen hoger was dan het landelijk jaarlijks gemiddelde over deze periode (1,90%).

De bevolkingsdichtheid van Tayabas was ten tijde van de laatste census, met 91.428 inwoners op 230,95 km², 395,9 mensen per km².
Agdangan · Alabat · Atimonan · Buenavista · Burdeos · Calauag · Candelaria · Catanauan · Dolores · General Luna · General Nakar · Guinayangan · Gumaca · Infanta · Jomalig · Lopez · Lucban · Lucena · Macalelon · Mauban · Mulanay · Padre Burgos · Pagbilao · Panukulan · Patnanungan · Perez · Pitogo · Plaridel · Polillo · Quezon · Real · Sampaloc · San Andres · San Antonio · San Francisco · San Narciso · Sariaya · Tagkawayan · Tayabas · Tiaong · Unisan